# Chris Geere
Chris Geere (ur. 18 marca 1981) – brytyjski aktor filmowy i telewizyjny.

## Filmografia
- 2007: Krew jak czekolada jako Ulf
- 2008: Książę i ja 3: Królewski miesiąc miodowy jako król Edward
- 2010: Książę i ja 4: W krainie słoni jako król Edward
- 2012: Terrorysta jako Nick
- 2013: 1000 lat po Ziemi jako Hesper
- 2013: Trollied jako Richard France
- 2014: You’re the Worst jako Jimmy